# Cunha Porã
Cunha Porã is een gemeente in de Braziliaanse deelstaat Santa Catarina. De gemeente telt 11.079 inwoners (schatting 2009).

## Aangrenzende gemeenten
De gemeente grenst aan Caibi, Cunhataí, Iraceminha, Maravilha, Modelo, Palmitos en Saudades.